# Ramo Grande

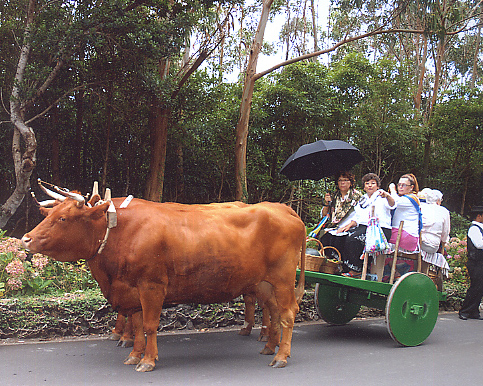
Carro de Bois com boi do Ramo Grande, tradicional dos Açores, Portugal.

Ramo Grande é a designação dada à zona plana sita na parte nordeste da ilha Terceira, Açores, abrangendo as freguesias de Santa Cruz da Praia, Lajes, Fontinhas, São Brás, Vila Nova e Agualva. No centro dessa planície está instalado o Aeroporto Internacional das Lajes (código IATA: TER), que é simultaneamente uma importante base aérea portuguesa com um destacamento permanente norte-americano.
A planície do Ramo Grande formou-se quando um extensa faixa do nordeste da ilha Terceira se afundou em relação ao território contíguo, formando um graben delimitado a nordeste pelo escarpa da Serra de Santiago e a sudoeste pela escarpa das Fontinhas/Serra do Cume. Este graben é tectonicamente activo, estando em progressivo afundamento e inclinando-se para SE, o que determina poderosos sismos. Desde o povoamento da ilha, já ocorreram dois destes episódios (em 1614 e 1841), provocando a destruição generalizada na Praia da Vitória, num fenómeno que ficou conhecido como a Caída da Praia.
Foi uma das principais zonas de produção de trigo nos Açores e é o solar de uma raça bovina autóctone, a raça Ramo Grande. Dá nome ainda a um tipo de arquitetura, a Arquitetura do Ramo Grande.
Existe ainda o Grupo de Forcados Amadores do Ramo Grande.